# Begraafplaats van Dendermonde
De Begraafplaats van Dendermonde is een gemeentelijke begraafplaats in de Belgische stad Dendermonde. De begraafplaats ligt aan de Kerkhofweg, dicht bij de grens met Appels op bijna 2 km ten westen van het stadscentrum (Grote Markt). 

## Geschiedenis
Het oorspronkelijke centrale gedeelte van de begraafplaats werd ontworpen door architect Edouard Bouwens. Ze heeft een rechthoekig grondplan, verdeeld in vier sectoren met centraal een Calvariekapel en wordt omsloten door een muur. Een monumentaal poortgebouw met een dubbel metalen hek, geflankeerd door twee metalen poortjes in bakstenen pijlers vormt de toegang. Later werd de begraafplaats in zuidelijke en oostelijke richting uitgebreid.

## Funerair erfgoed
Verschillende onderdelen van de begraafplaats zijn omwille van hun hoge funeraire erfgoedwaarde opgenomen in de lijst van de beschermd erfgoed. Verschillende steenkappers zoals Clement Jonckheer en Ernest Salu kapten fraaie monumenten uit natuursteen.
Er zijn anno 2024 verschillende oude types bewaard: praalgraven, een grafkapel en de  toegangspoort en andere zijn sedert 2003 als monument erkend.
De begraafplaats is sedert 2010 erkend als Bouwkundig Erfgoed.

### Concessies
Er zijn verschillende gekende Dendermondenaren begraven:
- Burgemeester Leo Bruyninckx
- De Abten en monniken van de Sint-Pietersabdij.

## Galerij

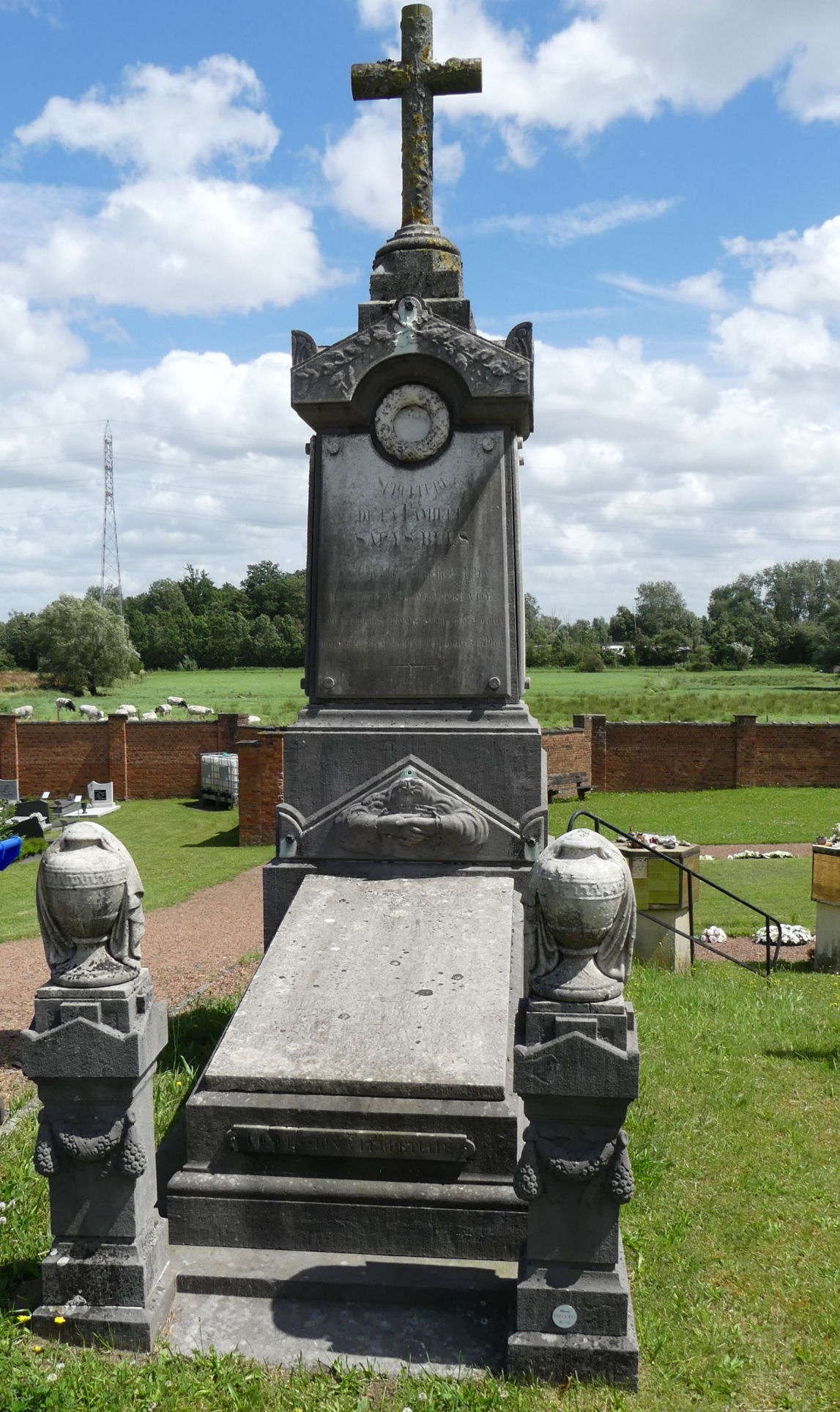
Praalgraf  Saeys-Buls door Ernest Salu.
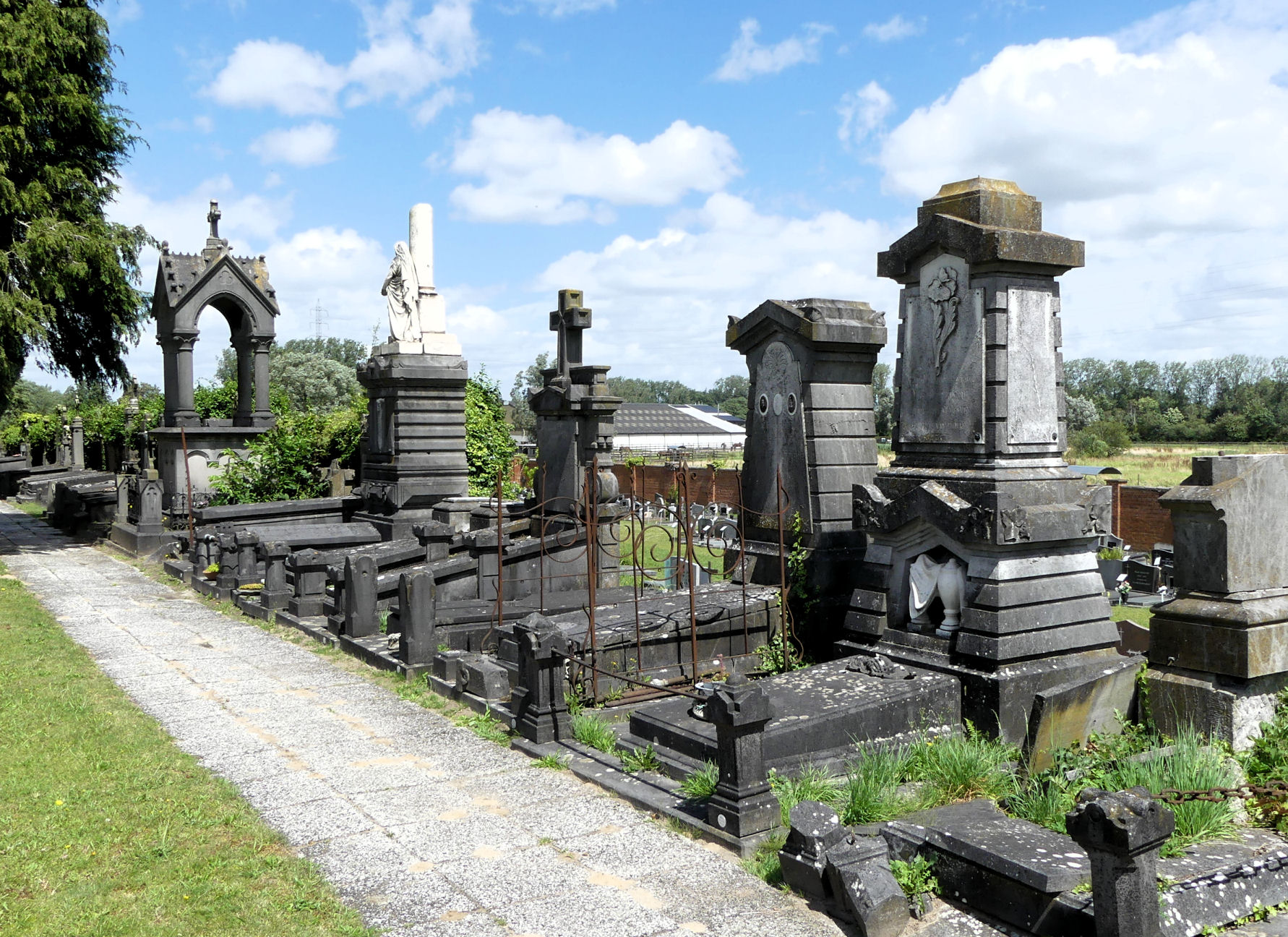
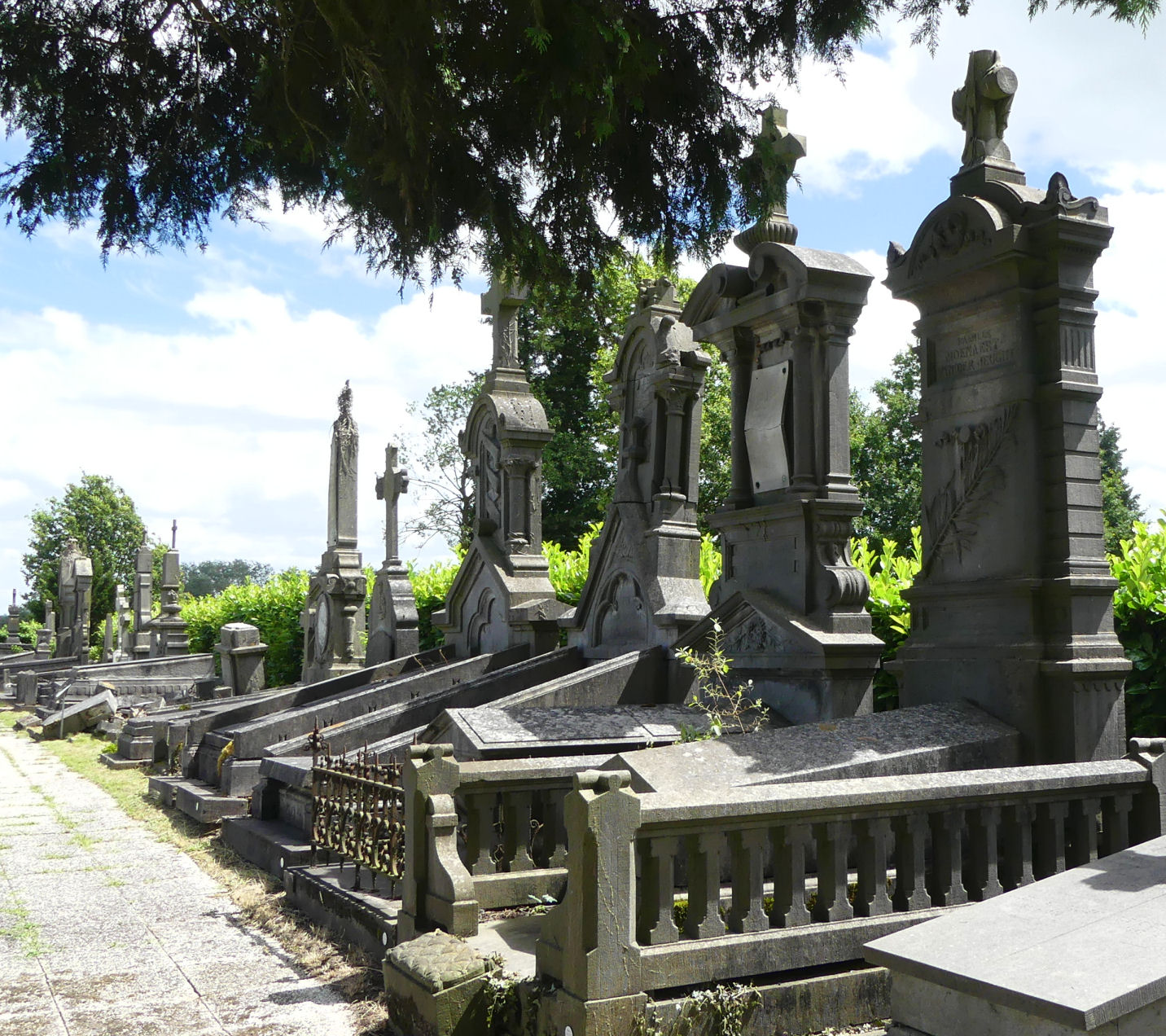
neogotische zerken
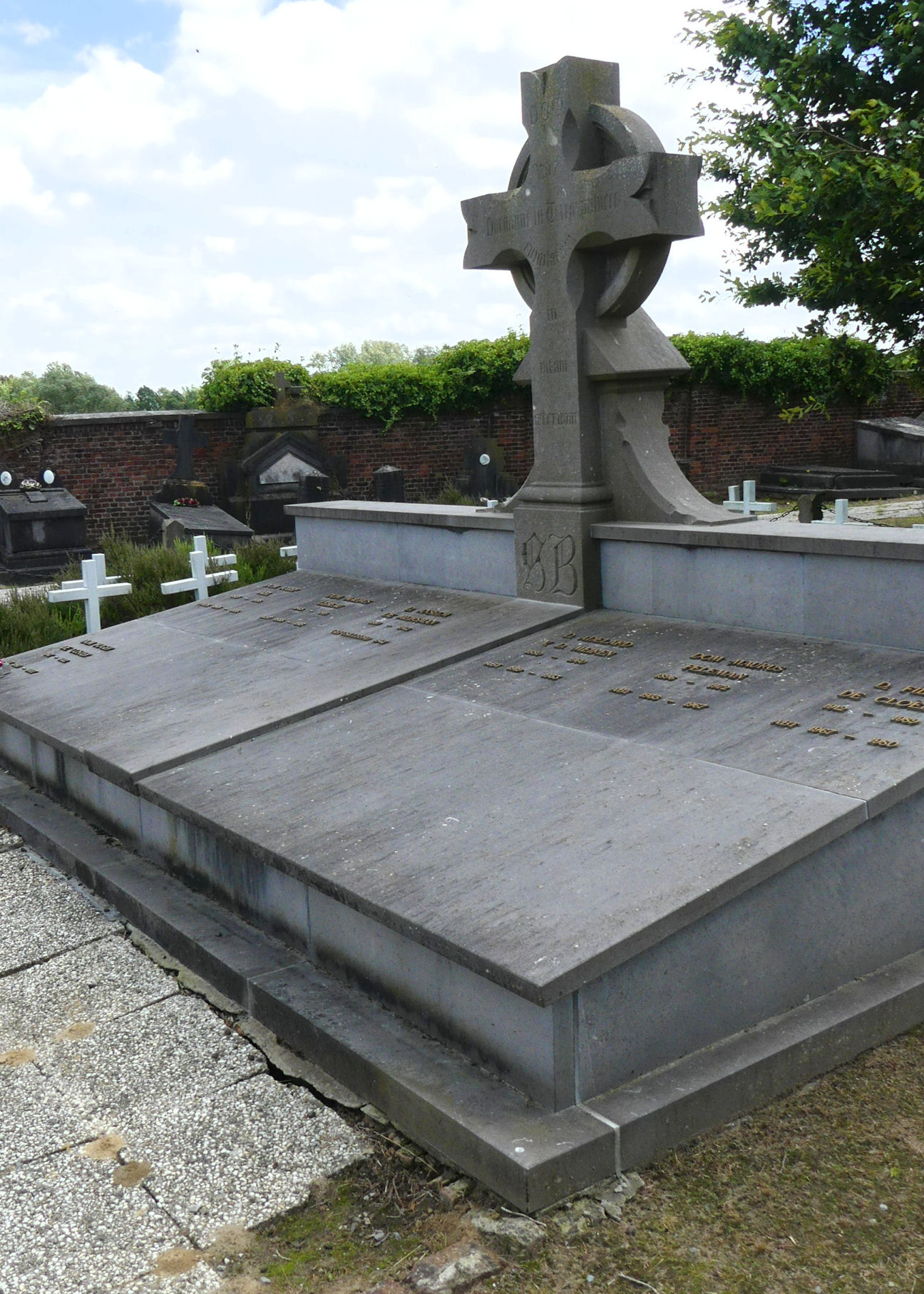
Monastiek praalgraf Abdij Dendermonde
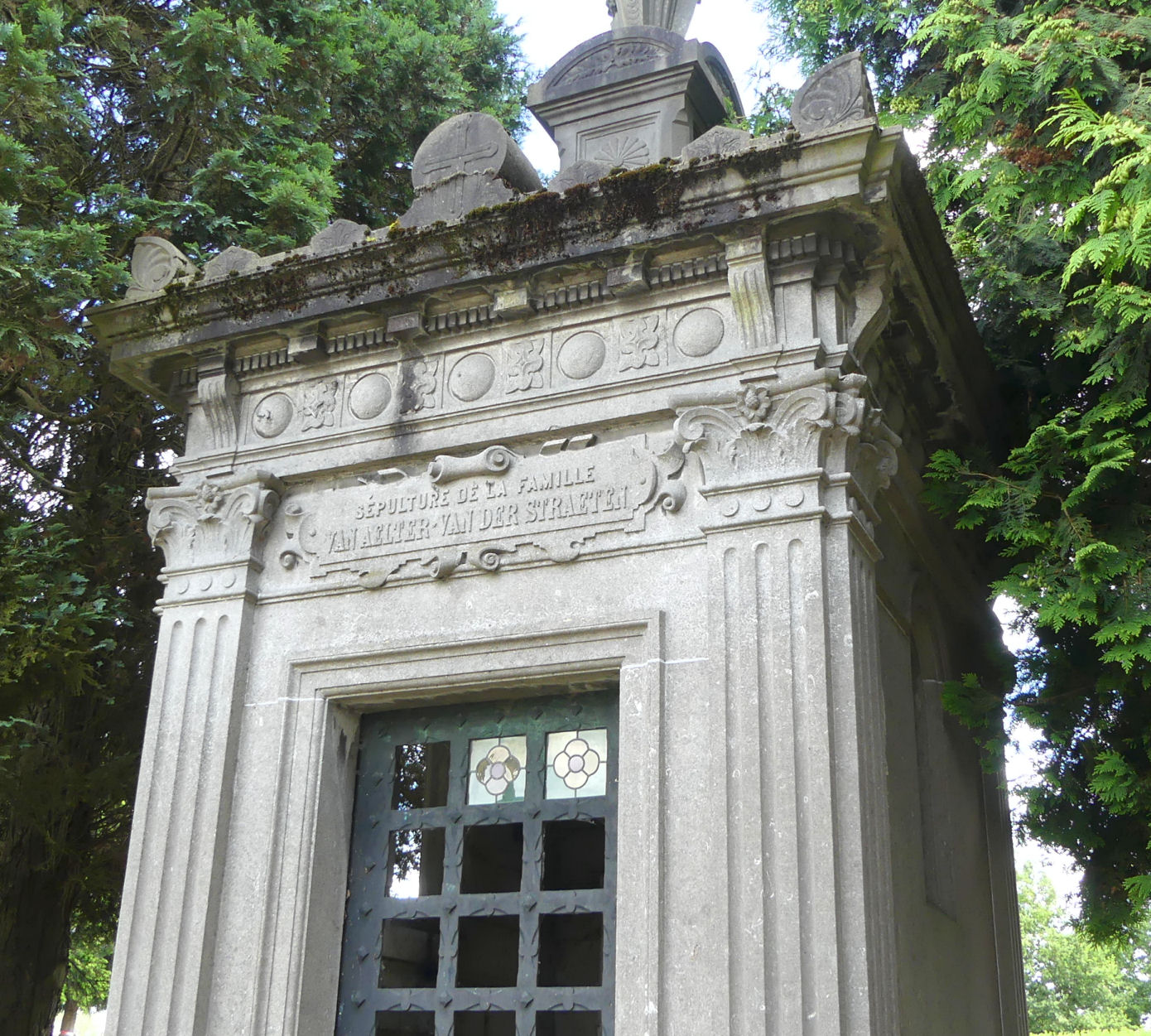
Grafkapel door steenhouwer Jonckheer

## Militaire perken
Ten zuiden van de oorspronkelijke begraafplaats ligt een uitbreiding dat door Duitse troepen in de Eerste Wereldoorlog werd aangelegd om de Belgische, Britse en Duitse gesneuvelde militairen te begraven. Na de wapenstilstand werden de Duitse graven naar elders verplaatst en de andere graven opnieuw gegroepeerd.

### Belgische graven

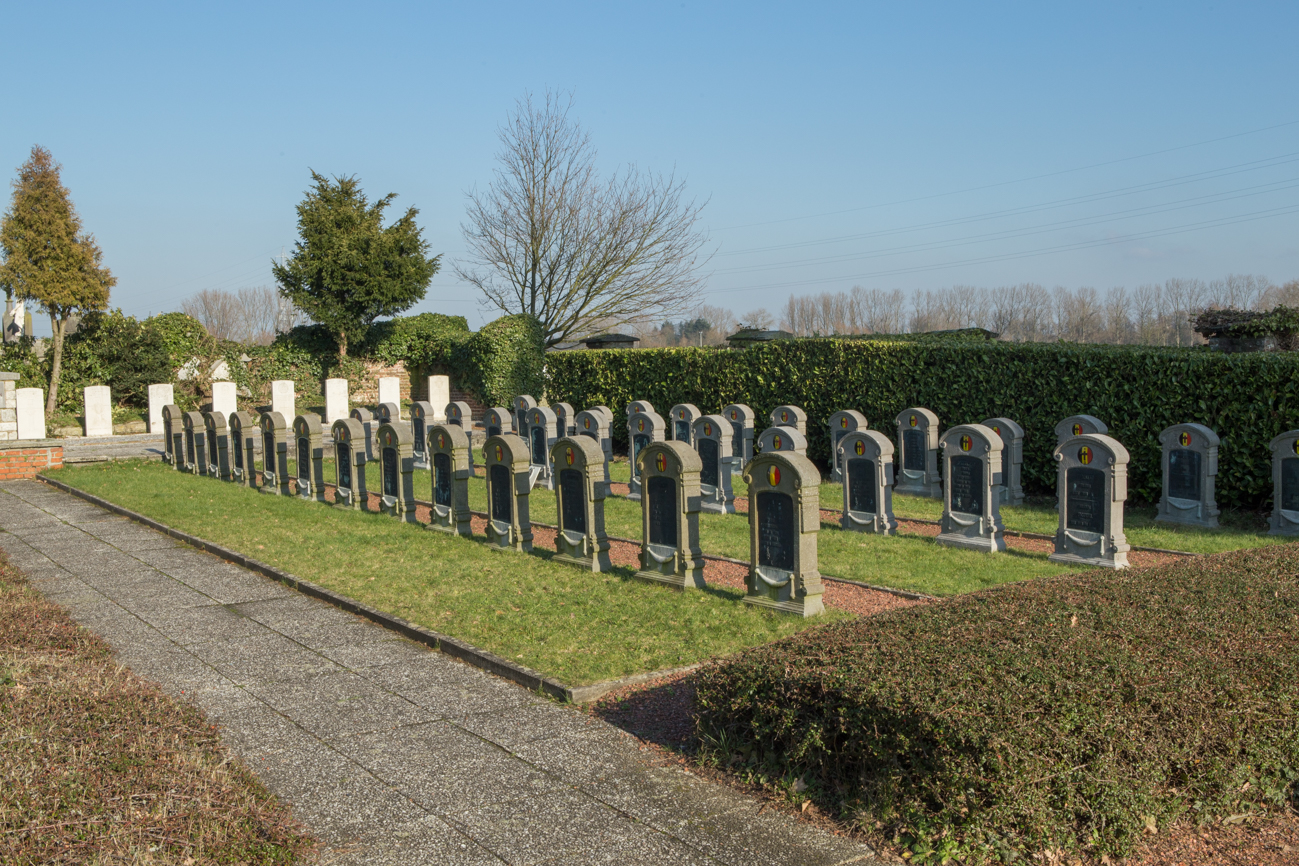
Belgische graven

Op deze uitbreiding staat een monument voor de gesneuvelde soldaten uit beide wereldoorlogen, ontworpen door Alfred Courtens. Onder dit monument liggen de stoffelijke resten van 20 gerepatrieerde Dendermondse gesneuvelden. Tussen de twee perken met Britse gesneuvelden staat een monument voor de omgekomen verzetsstrijders uit de Tweede Wereldoorlog. 
Er liggen 136 graven met gesneuvelden, waaronder 26 niet geïdentificeerde, uit de Eerste Wereldoorlog. Verder zijn er nog meer dan 500 graven met oud-strijders uit beide wereldoorlogen. 

### Britse graven
Het perk met gesneuvelden uit de Eerste Wereldoorlog omvat 16 Britten en één Canadees. 
In het oude gedeelte van de begraafplaats ligt het graf van Owen Ralph Beaumont. Hij diende bij de Royal Air Force en sneuvelde op 14 mei 1940.
De graven zijn eigendom van de Commonwealth War Graves Commission en zijn daar geregistreerd onder Dendermonde Communal Cemetery and Extension. Het dagelijkse onderhoud gebeurt door personeel van de stad Dendermonde en wordt betaald door het Belgisch ministerie van Defensie. De opvolging van dit onderhoud gebeurt door de dienst Oorlogsgraven van het War Heritage Institute.